# Al-Kafr
Al-Kafr (tiếng Ả Rập: الكفر, cũng đánh vần al-Kefr) là một ngôi làng ở tỉnh As-Suwayda ở miền nam Syria. Nó nằm 8   km về phía đông nam của as-Suwayda. Nó được biết đến với rừng và rượu vang tốt, và đó là nơi diễn ra một số trận chiến trong thế kỷ 19 và 20. Theo Cục Thống kê Trung ương Syria, al-Kafr có dân số 7,458 trong cuộc điều tra dân số năm 2004.
Al-Kafr thời hiện đại đã được Druze định cư đến từ các khu vực khác ở miền trung Ottoman Syria từ năm 1857 đến 1860, vào thời điểm Druze sheikh Ismail al-Atrash đang trở thành lực lượng ưu việt của khu vực Jabal al-Druze trong tộc Hamdan. Khu định cư Druze ở al-Kafr và các ngôi làng khác, như Najran, ở biên giới phía nam của đồng bằng Lajat, Druze đã có thể bao vây bộ lạc Sulut Bedouin đã thống trị khu vực này trước đây. Al-Kafr là một trong hai ngôi làng (còn lại là Qanaw) đã đưa ra kháng chiến vũ trang cho lực lượng mạnh 30 tiểu đoàn do thống đốc Ottoman Sami Pasha al-Faruqi tập hợp để đàn áp cuộc nổi dậy Hauran Druze, do Zuqan al-At, chống lại chính phủ. Những người Druze sheikh cuối cùng đã đầu hàng chính phủ.
Trong thời kỳ Pháp bắt buộc, vào ngày 22 tháng 7 năm 1920, al-Kafr trở thành địa điểm của Trận al-Kafr, trong đó các lực lượng của Quốc vương al-Atrash đã điều động một cột quân đội Pháp được gửi đến để đánh bại quân của Sultan tại Salkhad. Trận chiến về cơ bản đã kết thúc cuộc nổi dậy Syria toàn quốc chống lại sự cai trị của Pháp.